# Шёпф, Иоганн Давид
Иоганн Давид Шёпф (нем. Johann David Schöpf; 1752—1800) — немецкий ботаник, зоолог, хирург и естествоиспытатель.

## Биография
После окончания учёбы в университете Эрлангена Шёпф работал лейб-медиком маркграфа Александра. В 1777 году он отправился в качестве военного хирурга с немецкими войсками, нанятыми королём Великобритании Георгом III, в Северную Америку.
После окончания войны он получил разрешение остаться в США, чтобы путешествовать и учиться. В течение двух лет он обошёл пешком территорию между Нью-Йорком и Флоридой и побывал даже на Багамских островах. Свои впечатления и результаты исследований он записывал в своём дневнике, который он по возвращении в Европу в 1784 году опубликовал в двухтомном произведении «Reisen durch einige der mittleren und südlichen vereinigten nordamerikanischen Staaten nach Ostflorida und den Bahamainseln, unternommen in den Jahren 1783 und 1784». Особенно он увлекался черепахами, большое количество которых привёз затем в Европу своему бывшему преподавателю, профессору Иоганну Шреберу.
В течение некоторого времени он работал над «United Medical Colleges of Ansbach and Bayreuth», пока не скончался 10 сентября 1800 года в своём родном городе Байройте.

## Публикации
- Materia medica Americana potissimum regni vegetabilis. — Repr. Erlangae, 1787. — Cincinnati, Ohio : Lloyd Library, 1903. оцифрованное издание университетской и земельной библиотеки Дюссельдорфа